# Lanne-Soubiran
Lanne-Soubiran é uma comuna francesa na região administrativa de Occitânia, no departamento de Gers. Estende-se por uma área de 6,67 km². Em 2010 a comuna tinha 144 habitantes (densidade: 21,6 hab./km²).